# Магдалена Слива
Магдалена Йоанна Слива (уроджена Шринявська; 17 листопада 1969, Маків-Підгалянський) — польська волейболістка і тренер. Виступала на позиції пасуючої. Дворазова чемпіонка Європи. Рекордсмен національної збірної за кількістю проведенних матчів (359). Завершила ігрову кар'єру в 46 років. Входить до Комітету жіночого волейболу Польської федерації волейболу.

## Із біографії
До 1992 року захищала кольори краківської «Вісли». Потім грала за «Хемік» (Полиці), у складі якого стала дворазовою чемпіонкою Польщі, тричі вигравала національний кубок і бронзу Кубка володарів кубків. У 1998 році перейшла до італійського клубу «Деспар» (Перуджа), де грала три сезони разом з Доротою Свеневич . У складі цього клубу стала переможницею Кубка Італії і Кубка володарів кубків. З «Фоппапедретті» (Бергамо) здобула перемогу в чемпіонаті Італії і грала у фіналі Ліги чемпіонів. На один сезон повернулася до Польщі, щоб виграти третій титул чемпіонки країни разом з «Сталю» (Бєльсько-Бяла). Ще три сезони відіграла в італійській Серії А, а її найбільшим успіхом стало срібло Кубка ЄКВ 2004.
На Апеннінському півострові Слива працювала з такими тренерами, як Массімо Барболіні і Джузеппе Куккаріні, а серед її колег по командах було багато знаних майстринь волейболу, зокрема: Регла Торрес, Таїсмарі Агуеро, Мірка Франсія, Регла Белл, Прікеба Фіппс, Логан Том, Тара Крос-Баттл, Анна Ванія Мелло, Еліза Тогут і Елеонора Ло Б'янко.
У 2006 році вирішила повернутися до «Вісли» з Кракова, яка виступала в першій лізі. У 2008 році перейшла до клубу вищого дивізіону МКС (Домброва-Гурнича). У сезоні 2010/2011 грала разом зі своєю донькою Ізабелою і стала віцечемпіонкою польщі у складі «Атом Трефля» з Сопота.
У складі національної збірної дебютувала 14 січня 1990 року проти команди Чехословаччини. Матч в рамках кваліфікації чемпіонату світу відбувся у Пльзені. Підопічні Едварда Суперлака програли у п'яти сетах. У 1990-х роках чотири рази брала участь у першостях Європи (1991, 1995, 1997, 1999).
Після двох сезонів перерви вона повернулася до збірної у 2002 році, щоб зіграти на чемпіонаті світу. Найвдалішим став наступний сезон, коли з командою під керівництвом Анджея Нємчика грала у розіграші Світового гран-прі, а потім здобула золоту медаль на чемпіонаті Європи. Її було визнано найкращою пасуючою першост. Через два роки команда Польщі захистила свій титул. У 2007 році вона завершила вистули в збірній і протягом кількох місяців була асистентом тренера національної збірної Марко Бонітти. Всього провела за збірну 359 матчів (рекорд).
У 2015 році 46-річна волейболістка завершила ігрову кар'єру і стала помічника тренера Хуана Серрамалери у команді МКС (Домброва-Гурнича). У лютому 2017 року виконувала обов'язки головного тренера.

## Клуби
| Клуби                      | Роки      |
| -------------------------- | --------- |
| «Вісла» (Краків)           | 1986–1990 |
| «Вісла» (Краків)           | 1991–1992 |
| «Хемік» (Полиці)           | 1992–1996 |
| «Сталь» (Бєльсько-Бяла)    | 1996–1998 |
| «Сіріо» (Перуджа)          | 1998–2001 |
| «Фоппапедретті» (Бергамо)  | 2001–2002 |
| «Сталь» (Бєльсько-Бяла)    | 2002–2003 |
| «Джанніно П'єралісі» (Єзі) | 2003–2004 |
| «Віченца»                  | 2004–2006 |
| «Вісла» (Краків)           | 2006–2008 |
| МКС (Домброва-Гурнича)     | 2008–2010 |
| «Атом Трефль» (Сопот)      | 2010–2011 |
| МКС (Домброва-Гурнича)     | 2011–2013 |
| «Будовляни» (Лодзь)        | 2013–2015 |

## Досягнення
У збірній
Чемпіонат Європи
- Перше місце (2): 2003, 2005

У клубах
Ліга чемпіонів
- Друге місце (1): 2002

Кубок володарів кубків
- Перше місце (1): 2000
- Третє місце (1): 1994

Кубок топ-команд
- Друге місце (1): 2004
- Третє місце (1): 2001

Чемпіонат Польщі

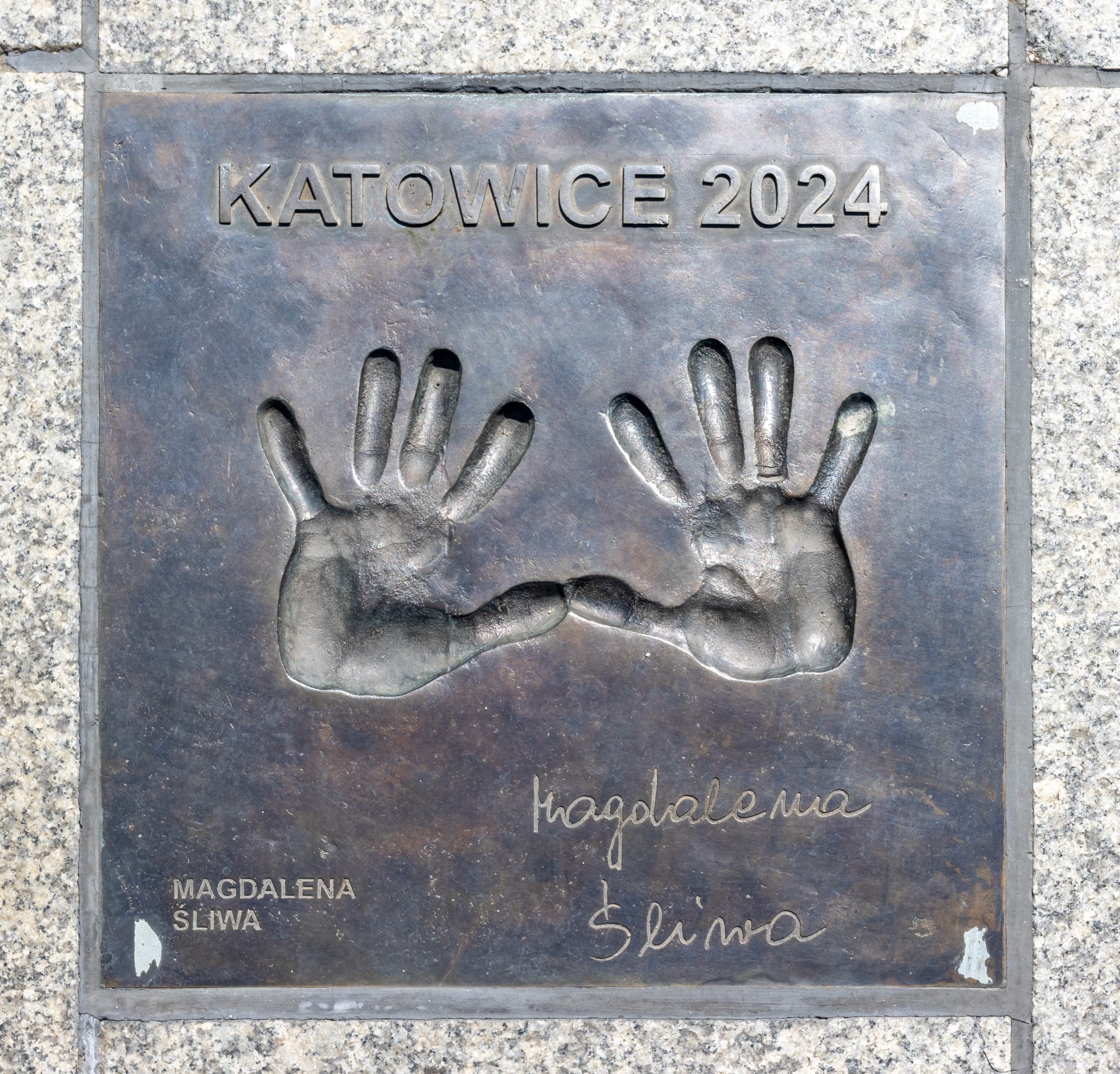
Алея волейбольної слави у Катовіце.

- Перше місце (3): 1994, 1995, 2003
- Друге місце (3): 1990, 2011, 2013
- Третє місце (5): 1988, 1996, 1997, 2010, 2012

Кубок Польщі
- Перше місце (5): 1993, 1994, 1995, 2012, 2013
- Друге місце (3): 1996, 1997, 1998

Суперкубок Польщі
- Перше місце (1): 2012

Чемпіонат Італії
- Перше місце (1): 2002

Кубок Італії
- Перше місце (1): 1999
- Друге місце (1): 2002

Суперкубок Італії
- Друге місце (1): 2001

Індивідуальні
- 2003: найкраща зв'язуюча чемпіонату Європи;
- 2012найкраща зв'язуюча Меморіалу Агати Мроз-Ольшевської[5].

- Указом Президента Республіки Польща від 22 листопада 2005 року її було нагороджено Лицарським хрестом Ордену Відродження Польщі[6].

## Статистика
Статистика виступів на чемпіонаті світу:
| Рік  | Турнір          | Ігри | Сети | Очки | Ср.  | Місце | Примітки |
| ---- | --------------- | ---- | ---- | ---- | ---- | ----- | -------- |
| 2002 | Чемпіонат світу | 5    | 16   | 23   | 1,44 | 13    |          |

## Галерея

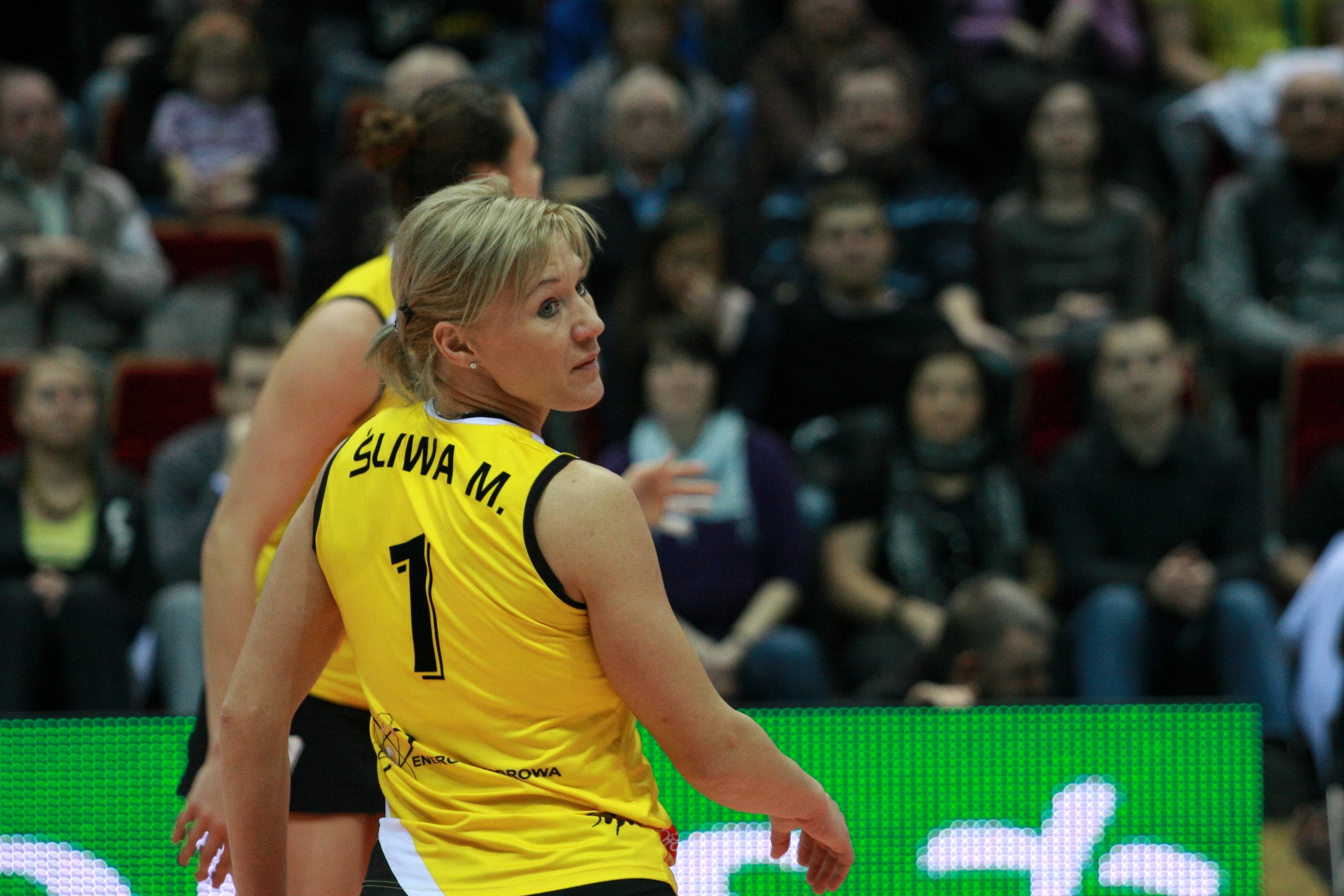
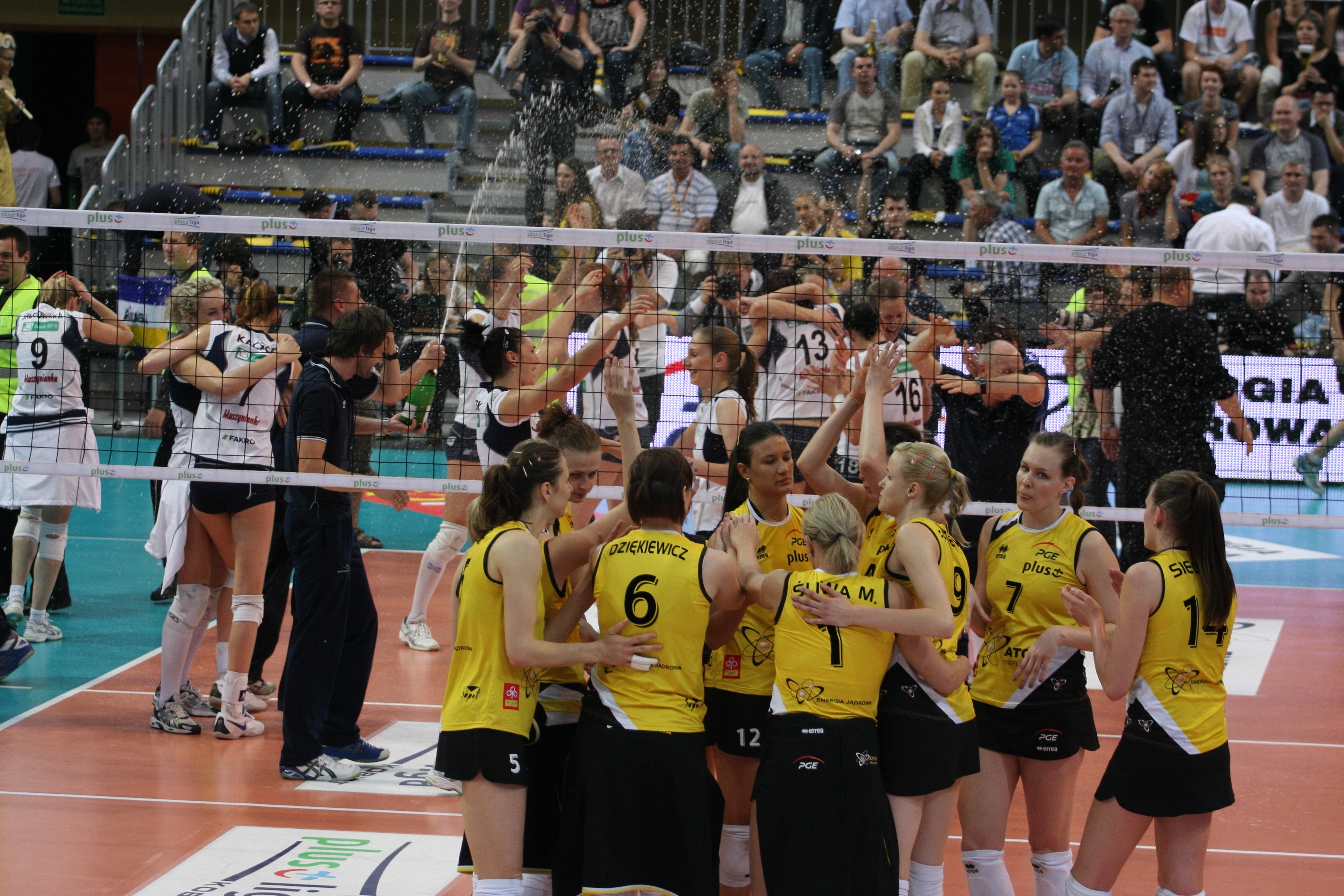